# Фруктов, Анатолий Леонидович
Анато́лий Леони́дович Фру́ктов (май 1919 — 1985) — советский тренер по лёгкой атлетике, специалист по спортивной ходьбе. Старший тренер сборной СССР по спортивной ходьбе в 1950—1985 годах, личный тренер ряда титулованных советских ходоков. Заслуженный тренер СССР (1968). Доцент кафедры лёгкой атлетики ГЦОЛИФК, кандидат педагогических наук.

## Биография
Родился в мае 1919 года.
С 1934 года серьёзно занимался лёгкой атлетикой, специализировался на спортивной ходьбе.
В 1943 году окончил Государственный центральный ордена Ленина институт физической культуры, где затем в течение многих лет (в 1944—1984 гг.) работал преподавателем (доцент) на кафедре лёгкой атлетики. Кандидат педагогических наук.
Автор ряда научных работ и методических пособий, многократно переиздававшейся книги «Спортивная ходьба» (1961, 1970, 1977).

### Тренер
Помимо преподавательской деятельности также проявил себя на тренерском поприще, с 1950 года в течение 35 лет занимал должность старшего тренера сборной СССР по спортивной ходьбе, в частности возглавлял сборную на всех Олимпийских играх в 1956—1980 годах. Подготовил множество титулованных ходоков всесоюзного и мирового уровня, в том числе среди его воспитанников:
- Леонид Спирин — олимпийский чемпион, рекордсмен мира, заслуженный мастер спорта;
- Вениамин Солдатенко — серебряный олимпийский призёр, чемпион мира и Европы, заслуженный мастер спорта;
- Евгений Маскинсков — серебряный олимпийский призёр, чемпион Европы, заслуженный мастер спорта[n 1];
- Николай Смага — бронзовый олимпийский призёр, чемпион Европы, заслуженный мастер спорта;
- Отто Барч — мастер спорта международного класса;
- Владимир Голубничий — двукратный олимпийский чемпион;
- П. Мысливцев.

1. ↑  исключён из состава олимпийской сборной команды СССР тренерским советом накануне XVII Олимпийских игр с формулировкой «за выпивку»[4]

За выдающиеся достижения на тренерском поприще удостоен почётного звания «Заслуженный тренер СССР» (1968), награждён орденом «Знак Почёта» (15.09.1961, за большие заслуги в подготовке специалистов и развитии науки).
Принимал участие в соревнованиях по лёгкой атлетике в качестве арбитра. Судья международной категории.

### Смерть
Умер в 1985 году.

## Память
С июля 1987 года в Москве проводился мемориал А. Фруктова по спортивной ходьбе.